# Nemi (tirinha)
Nemi é uma tirinha norueguesa, escrita e desenhada por Lise Myhre. Ela teve a sua primeira aparição em 1997 sobre o título Den svarte siden ("O lado negro" ou "A página negra"). Naquele tempo era uma tirinha muito obscura sobre as subculturas Black Metal e gótica, mas Myhre a tornou mais leve com o passar dos anos, mesmo que frequentemente publique tirinhas sobre questões sérias, especialmente nas tiragens maiores aos sábados.
A tirinha agora se chama Nemi, que é o nome de sua protagonista, e é a segunda tirinha mais popular da Noruega, atrás de Pondus. No Reino Unido e Irlanda, a tirinha é apresentada diariamente, ou a cada dois dias no jornal Metro, depois da tradução para o inglês. Originalmente Nemi era publicada mensalmente na revista de música extrema Terrorizer antes de ter perdido os direitos devido ao acordo firmado com a Metro. A edição finlandesa da Metro publica quatro tirinhas coloridas aos domingos e o tablóide Ilta-Sanomat publica tirinhas diárias.
A tirinha agora tem a sua própria revista mensal na Noruega e na Suécia. A revista introduziu vários artistas cômicos da Noruega, e também tem tirinhas estrangeiras incluindo a Lenore de Roman Dirge, Liberty Meadows por Frank Cho, WayLay por Carol Lay, EC Comics classics e, antigamente, Sinfest por Tatsuya Ishida.

## Características Principais

### Nemi Montoya
Uma mulher com aproximadamente 25 anos, Nemi sempre veste roupas pretas, tem pele muito pálida e muito pouco em comum com o resto do mundo. Ela tem esse nome por causa do Lago Nemi e Inigo Montoya, um personagem no filme favorito de Lise Myhre, A Princesa Noiva. Ele grifa o status de Nemi enquanto "forasteira" da sociedade norueguesa e sugera que ela talvez não seja uma morena natural. Isso é confirmado em uma tirinha onde uma amiga de infância falha em reconhecê-la sem os seus "cachos louros" - insinuando que o cabelo dela não é apenas pintado como também alisado.

#### Personagem
Nemi é uma "garota durona" com atitude, que não tem medo de dizer o que pensa e frequentemente o faz de formas nada convencionais: rejeições bruscas de pretensos casos de uma noite em pubs não são incomuns. Ao mesmo tempo, ela pode ser muito sensível: ela é aparentemente incapaz de matar qualquer coisa, incluindo aranhas, das quais ela gosta tanto. Ela também pode se sentir muito sozinha às vezes. Ela tem medo de crescer, e odeia loiras patricinhas (há uma tirinha onde ela insinua que Tim não é nada mais do que um pênis substituível para sua nova namorada loira patricinha). Seu medo de crescer é refletido no seu apelo aos leitores através de suas qualidades de infante e inocência, bem como seu senso de humor.

#### Estilo de Vida
Ela ouve heavy metal e música gótica, e tem um número de amigos nessas subculturas que se vestem da mesma forma. Ela geralmente está desempregada ou em empregos temporários, de onde ela geralmente é despedida por causa de seu temperamento (tais como bater em um cliente que pediu por um CD da Christina Aguilera para sua filha, ao invés do CD do Alice Cooper que Nemi sugeriu).
Ela gosta de passar férias em países mais quentes, mas quando na praia ela usa protetor solar no volume máximo para evitar se bronzear, o que causaria grande dano a sua palidez tão cuidadosamente cultivada. Ela gosta de visitar o pub, geralmente com a sua amiga Cyan, onde ela geralmente fica bêbada. Alcoolismo não é o tema principal da tirinha, no entanto, como consequencia Nemi tem muito sexo casual e geralmente acorda do lado de completos estranhos. O apartamento de Nemi é quase sempre uma bagunça, e ela tem uma paixão incontrolável por chocolate.

#### Política
Nemi não tem uma preferência política clara, mas se opõe a George W. Bush, a caça as baleias na noruega e a caça de uma forma geral, é contra o uso de pele de animais, restrições a fumantes e "o sistema" em geral. O conteúdo do direitos dos animais é mais uma resistência passiva (numa tirinha Nemi acaba com uma caçada de patos cantando alto para assustar os patos), mas outras tirinhas parecem simplesmente perdoar violência contra cientistas que conduzem pesquisas em animais, como numa tirinha onde Nemi tenta ensinar a um rato de laboratório como usar um taco de baseball. Numa outra tirinha Nemi reprime um namorado por discordar com ela nessa questão, com o gancho sendo de que ele aparentemente não se encaixa em ser considerado humano por isso. Nemi também é vegetariana ().

#### Cultura
Os heróis de Nemi são Edgar Allan Poe, André Bjerke, J. R. R. Tolkien, Alice Cooper, W.A.S.P., The Phantom Blot, Darth Vader e Batman. Ela também tem uma paixão por dragões, e odeia reality shows como o Big Brother, com exceção de Extreme Makeover: Home Edition. Ela ironicamente acha que "arte moderna" é uma manifestação de insegurança de intelectuais wanna-be, que secretamente sabem que não tem nada original para dizer (veja a tirinha na qual Nemi visita uma exibição de arte moderna com Cyan e Tim). Nemi odeia certos tipos de música, uma vez perguntando para um garçom se ele podia emprestá-la um CD do The Corrs, para que ela pudesse queimá-lo. O garçom acredita que ela quer fazer uma cópia do CD e então empresta para ela. As bandas que Nemi gosta são The Cure, Tori Amos, The Sisters of Mercy, Red Harvest, Nicole Blackman, Lamented Souls, Use Me, Warrior Soul, Metallica e Alice Cooper (como mencionado anteriormente).

#### Outros Personagens
Cyan é a melhor amiga de Nemi. Ela tem cabelo ciano e muitas preocupações (aparentemente ser especialmente temente a aranhas e a morte). Ela geralmente funciona como a consciência da Nemi e âncora da realidade e vice-versa: as duas basicamente dão voltas bancando a "certinha" ou escape cômico uma para a outra.
Tim era o namorado da Cyan. Ele toca numa banda e é desempregado. Tim e Cyan tem um relacionamento muito ruim e então ele trocou ela por uma loira. Subsequentemente, a presença dele na tirinha foi bruscamente reduzida. A tirinha ainda tem um grande número de amigos, familiares, namorados a curto-prazo e góticos.